# Polly Walters
Polly Walters, nata Maude Walters (Zanesville, 15 gennaio 1913 – New York City, 15 marzo 1994), è stata un'attrice statunitense.

## Biografia
Nata a Zanesville, nell'Ohio, e cresciuta nella vicina Columbus, iniziò a lavorare come ballerina fin da adolescente, apparendo in commedie musicali finché fu notata da un agente della Warner Bros. che la scritturò nel 1931. Non fu mai protagonista nei suoi film, anche se ebbe una parte interessante in La bionda e l'avventuriero (1931), dove il suo personaggio è in competizione con quello interpretato da Joan Blondell per conquistare le simpatie del protagonista, James Cagney.
Dopo un intenso biennio cinematografico – diciotto film in due anni – nel 1933 andò a New York per recitare nei palcoscenici di Broadway. Il maggior successo fu quello ottenuto dal 1936 al 1937 con Red, Hot and Blue, con musiche di Cole Porter, al fianco di Ethel Merman, Jimmy Durante e Bob Hope.
Con le brevi repliche di The Life of Reilly, una commedia del 1942, si chiuse la carriera artistica di Polly Walters. Sposò Hillary Hertzog, un impiegato della CBS, ed ebbe un figlio. Vissero sempre a New York, dove Polly morì all'età di 81 anni, nel 1994, e fu sepolta nel Woodlawn Cemetery del Bronx.

## Filmografia

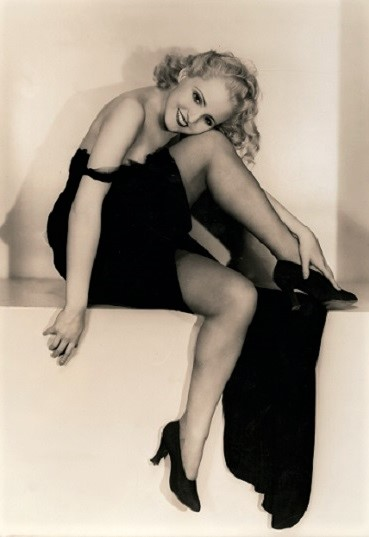
Polly Walters

- Smart Money (1931)
- Five Star Final (1931)
- Expensive Women (1931)
- La bionda e l'avventuriero (1931)
- Manhattan Parade (1931)
- Il vagabondo e la ballerina (1932)
- Taxi! (1932)
- High Pressure (1932)
- Fireman, Save My Child (1932)
- Play Girl (1932)
- Young Bride (1932)
- Beauty and the Boss (1932)
- The Mouthpiece (1932)
- Love Is a Racket (1932)
- Make Me a Star (1932)
- L'espresso blu (1932)
- La follia della metropoli (1932)
- Pie a la Mode (1933)